# Deryck Whibley
Deryck Jayson Whibley (Scarborough, Kanada, 1980. március 21.) punk rock zenész.

## A kezdetek
11 éves korában édesanyjával Scarborough-ból egy Keane nevű apró faluba költöztek.
Hamar felfedezték a Whibley-k, hogy nekik ennél több kell, így tovább is álltak, s következő útjuk a 67 ezer főt számláló tóparti városhoz, Ajaxhoz vezetett. Itt kapta meg első gitárját, ami egy Gibson Marauder volt. Nagyjából ekkor és itt kezdődött minden. Nem véletlenül tartják tehát a Sum 41-os srácok Ajaxot szülővárosuknak – még akkor is, ha mindhárom jelenlegi tag különböző helyen született, s egyik sem Ajaxban.
Michelle Whibley hatalmas zenebolond, neki köszönhetően hallgatott Deryck gyerekkorában Beatles-t, Elvis Costello-t vagy épp Rolling Stones-t. Mai napig állítja, legkedvencebb zenésze, egyszersmind példaképe a liverpooli Declan Patrick McManus, azaz Elvis Costello.
Az Exeter High School középiskolába járt, évfolyamtársa volt többek között Avril Lavigne korábbi dobosának (Matthew Brann), egykori basszusgitárosának (Mark Spicoluk), s szintén csak volt gitárosának (Jesse Colburn) – aki egyébként fél évig járt is a lánnyal.
1996-ban alapította meg a Sum 41-et legjobb barátjával, Steve Jocz-cal (dob), Richard Roy-jal (basszus), s az eredeti gitárosokkal, Marc Costanzo-val és Dave Baksh-sal.
Mikor Marc Costanzo kilépett, hogy inkább saját Lem nevű zenekarával foglalkozzon, nem kerestek a helyére senkit, Deryck lett a ritmusgitáros is. Richard Roy-t Mark Spicoluk (később Avril, majd a Closet Monster basszusgitárosa) váltotta, aktiől 1999-ben szintén megváltak, mert túl zűrös volt. Ezután lelték meg végleges basszusgitárosukat, Cone-t.
1999-ben érettségiztek le, s még ugyanebben az évben le is szerződtek az Island Records-hoz, hála Greig Nori-nak, a banda volt producer-menedzserének. Ő karolta fel őket még a kezdetek kezdetén, 1997 táján egy helyi buli alkalmával.

## Korábbi zenekarai
- Powerful Young Hustlers (Deryck első bandája, Beastie Boys feldolgozásokkal)
- Eternal Death
- Chemical Head
- Doors of Draven (Dave Baksh-sal)
- Keane's Unbeatable Teens
- Final Notice
- Kaspir (a SUM41 közvetlen előfutára, Stevoval alapították; eredeti felállás: Deryck – ének Steve Jocz – dob, Mark Spicoluk – basszus, Dave Baksh és Marc Costanzo – gitár)

## A Sum 41
2000-től három éven keresztül minden évben megjelentettek egy új albumot, azóta viszont már nagyobb szüneteket tartanak kettő között. Legutóbbi lemezük 2004 októberében jelent meg, a Chuck címet viseli annak a vancouveri ENSZ békefenntartónak (Chuck Pelletier) a tiszteletére, aki Kongóban megmentette a srácok életét. (Ti. a Sum 41 épp Kongóban forgatott egy dokumentumfilmet a polgárháborúkról, amikor hoteljüket a felkelők megtámadták. Végül tankokban jutottak ki a reptérre, ahonnan azonnal hazarepültek. Steve és Deryck is bevallotta, hogy akkor komolyan azt hitték, meghalnak, és nincs tovább.) Ez a "kaland" is komoly hatással volt a szomorú, depressziós és kiábrándult hangvételű lemez megírására.

## Paris Hilton
Deryck háza Toronto-ban van, de rengeteg időt töltött el 2003-ban Los Angelesben, ugyanis Paris Hilton-nal járt. Nem sokáig voltak együtt, Deryck elmondása szerint azért szakítottak, mert nem került fel a szexvideós kazettára. Paris után ismerkedett meg Avril-lel

## Avril Lavigne
Avril Ramona Lavigne – hála a sok közös kapcsolatnak – már 2001-óta nagyon közeli barátja volt Derycknek, elég sokat lógtak együtt, csak sokáig mindketten párkapcsolatban éltek. 2004 elején kezdtek el járni, majd egy évre rá, 2005. június 27-én, Avril európai Tour for the Bonez turnéjának végén, Deryck egy velencei kirándulás alkalmával megkérte a népszerű kanadai énekesnő kezét.
Az esküvőt 2006. július 15-én tartották Montecitóban (kaliforniai partmenti város, 140 km-re északnyugatra Los Angelestől), körülbelül 110 vendég jelenlétében. 2010-ben elváltak de továbbra is barátok maradtak

## Más munkák
A zenei világban Derycket egy végtelenül visszahúzódó, de legalább annyira tehetséges punkrock-zenésznek tartják, akit, dalait elismerendő, több neves előadó is felkért már közös munkákra.
2003-ban Iggy Pop-nak írta meg az év rockslágerét, a Little Know It All-t, két évvel később a Mötley Crüe dobosának, Tommy Lee-nek is segédkezett a szólóalbumán néhány szám megírásában. Még ugyanebben ez évben Ludacrisszel is írtak egy dalt, pontosabban átírtak, mégpedig az eredeti Get Back-et egy rockosabb Get Back-re. Ezzel a számmal a Saturday Night Live-ban is felléptek együtt.
Greig Norival megalapította a Bunk Rock Productions nevű, leginkább underground(rock, punk és metal stílusú) zenekarokkal foglalkozó produkciós céget, amelyben producerként és mixerként vállalt szerepet. 2005 végén-2006 közepén Greig elhagyta a Sum 41-et, s Deryck jobbnak látta kiszállni a Bunk Rockból, így eladta a részét.
2005-2006-ban Tommy Lee és Iggy Pop lemezein gitározott és vokálozott.
Producerként legutóbb Avril Lavigne legújabb albumán, Avril előző gitárosának, s legjobb barátjának, Evan Taubenfeld-nek a bemutatkozó szólókorongján és saját zenekara, a Sum 41 következő lemezén szerepelt, valamint a Permanent Me-nek, és zenekari társa, Cone McCaslin hobbizenekarának, a The Operation M.D.-nek lemezeit keverte.
2006-ban szerződést kötött a Fender-rel, aminek eredménye a Deryck által tervezett Squier Deryck Whibley Signature Telecaster. Dercyk ígéreteihez híven a gitár, az átlagnál (és minőségénél) sokkal kevesebbe kerül (szeretné, ha olyanok is hozzáférhetnének, akik csak ismerkednek még a hangszerrel, viszont nem szeretnének vagyonokat költeni rá).
Deryck Whibley-t sok szakíró a következő Johnny Rotten-ként emlegeti. Ez természetesen egyelőre elég nagy túlzásnak tűnik, de a kanadai előtt ott a lehetőség, hogy legendává, vagy legalábbis ikonná váljon.

## Filmszerepek
| Év   | Cím        | Szerep | Rendező            |
| ---- | ---------- | ------ | ------------------ |
| 2005 | Dirty Love | Tony   | John Mallory Asher |

## Lemezek

### Sum 41
Dalszerzés, ének, gitár és zongora minden albumon.
- Half Hour Of Power (1999/2000), producer
- All Killer No Filler (2001), dob a "Pain For Pleasure"-ben (csak élőben)
- Motivation EP (2002), producer
- Does This Look Infected? (2002), dob a "Reign In Pain"-ben és a "WWVII Parts 1 & 2"-ben (csak élőben)
- Does This Look Infected Too? (2002), producer
- Chuck (2004), a "Subject To Change" producere
- Go Chuck Yourself (2005/2006), executive producer
- Underclass Hero (2007), producer
- 8 Years of Blood, Sake and Tears: The Best of Sum 41 2000-2008 (Greatest Hits JAPAN) (2008)
- All The Good Shit (Greatest Hits) (2009)

### Egyéb
A csillag (*) az album után azt jelenti, hogy a közreműködés a Sum 41-nal zajlott.
- Various Artists – National Lampoon's Van Wilder (Soundtrack) * (2002), producer
- Various Artists – FUBAR: The Album * (2002), producer, dob
- Various Artists – Spider-Man Soundtrack * (2002), producer
- Treble Charger – Detox (2002), co-producer, ének és gitár
- No Warning – Ill Blood (2002), co-producer, komponálás, menedzsment
- Iggy Pop – Skull Ring * (2003), producer, ének, gitár, dalszerzés
- No Warning – Suffer, Survive (2004), co-producer, komponálás, menedzsment
- Various Artists – Fantastic 4: The Album * (2004), ének, gitár, dalszerzés
- Ludacris – The Red Light District * (2004), gitár
- Various Artists – Rock Against Bush, Vol. 2 (2004), producer
- Iggy Pop – A Million in Prizes: The Anthology (2005), ének, gitár, dalszerzés
- Various Artists – Killer Queen: A Tribute to Queen * (2005), ének, zongora
- Tommy Lee – Tommyland: The Ride (2005), gitár
- Permanent Me – After The Room Clears (2007), keverés
- The Operation – We Have an Emergency (2007), producer
- Avril Lavigne – The Best Damn Thing (2007), producer, gitár, basszus
- Neverstore – Summer (2009), producer

## Hangszerek

### Gitárok

#### -2001
Les Paul-korszak
- Gibson Marauder (Deryck legelső gitárja, egy bordó Marauder, két humbucker hangszedővel. Valószínűleg a hangszedők többször ki lettek cserélve) 1[halott link],2[halott link],3[halott link],4[halott link]
- Gibson Flying V Faded (fehér) 1[halott link],2[halott link],3,4
- Gibson Les Paul Gold Top (Az alsó hangszedő ki lett kicserélve egy Seymour Duncan SH-4-re. A lakkozása az idők folyamán megsérült, olyan, mintha víz ment volna be alá. Ez a gitár van Greig Nori kezében a Treble Charger "Hundred Million" c. számának klipjében. Jelenleg Tom használja.) 1,2[halott link], 3[halott link]
- Gibson Les Paul Tobacco Burst (Az alsó hangszedő Seymour Duncan SH-4.) 1,2[halott link]
- PRS McCarty

#### 2002-2003
SG-korszak
- Gibson SG (piros, fekete védőlap, Vibrola tremoló, trapéz húrláb) 1[halott link],2,3
- Gibson SG (piros, fekete védőlap, sok-sok matrica: No Warning, MORON, HATE…) 1,2
- Gibson Les Paul (fekete, húrláb alatt 2 fehér szigszalag X, az alsó hangszedő Seymour Duncan SH-4)1[halott link],2[halott link],3,4[halott link]
- Fender Jazzmaster (fehér, fekete védőlap, inkább Strato-Squier Jagmaster mutáns mint Jazzmaster, 1 db humbucker hangszedő)1[halott link],2[halott link]
- Gibson SG P90 (piros, 2 P-90 hangszedő, valószínűleg a Special széria tagja)1[halott link],2[halott link],3[halott link],4[halott link]
- Gibson Marauder (fehér, teknőspáncél védőlappal, Valószínűleg nem azonos a bordó Marauderrel. Egy hangerő poti és két humbucker van benne, a hangszedők valószínűleg Seymour Duncan SH-4-ek)1[halott link],2[halott link]
- Gibson SG (fehér, fekete védőlappal, 2 fekete szigszalag X a húrlábnál, valószínűleg '61-es, a húrlábnál Seymour Duncan SH-4 hangszedő, valószínűleg csak egy hangerő poti van bekötve és csak az SH-4-es üzemel)1[halott link],2[halott link],3[halott link],4[halott link]
- Hamer Flattop (?) (fekete, fehér szigetelőszalag-csíkok, zebra hangszedő 1[halott link],2[halott link],3[halott link]

#### 2004-2008
Telecaster-korszak
- Fender Double Fat Telecaster (fekete, fehér védőlap, Duncan SH-4)1[halott link],2[halott link],3[halott link],4[halott link]
- Fender Telecaster (szürke, fekete védőlappal, egy hangerőpoti, 1 db Seymour Duncan SH-4, Fender fix húrláb, egy hatalmas Pixies matrica a húrlábnál, egy HOLIDAY és egy Empty Wallet matrica)
- Fender '72 Telecaster Deluxe (fekete, fekete védőlap , Seymour Duncan SH-4 a húrlábnál, húrláb cserélve sima Fender fix húrlábra, egy hangerő poti, nincs hangszedőválasztó kapcsoló)1[halott link],2[halott link],3[halott link],4[halott link]5[halott link]
- Squier Deryck Whibley Signature Telecaster (több is van belőle fekete és fehér színben, Deryck '72-es Tele Deluxának mintájára készült, 1 db Duncan Designed HB-102)

#### 2009-
- Kopott fekete Fender Telecaster (Key Club; 2009 studio)1[halott link], 2[halott link]
- Gretsch White Falcon Double Cutaway (stúdió)
- Fehér Telecaster (Punk Spring) 1[halott link], 2[halott link]

#### Egyéb
Az első gitárja egy Ibanez Roadstar II volt, amit egy pár éve loptak el tőle, egy koncerten.
Deryck gitármániás és az utóbbi időben el is kezdte gyűjteni a gitárokat, a kedvencei az 1955 és 1963 közötti Les Paulok. Már több mint 30 gitárja van.
Deryck használt még egy fehér Gibson Les Pault a Still Waiting klipben, egy fehér Fender Telecaster Deluxe-ot Iggy Poppal, egy olajzöld Les Pault, egy piros Gretsch Malcolm Young Signature-t, akusztikus gitárokat (régebben Fendert és Takamine-t, újabban Gibson Dove-ot).
A 2006-os stúdiófelvételeken feltűnt a kezében egy narancssárga Gibson Les Paul Junior is, ezen kívül használt 2 bariton gitárt (egy ESP-t és egy Fender Subsonicot).
Azért játszik Telecasteren, mert a Les Paul túl nehéz volt a hátának, az SG-k pedig túl fejnehezek.
További gitárok a gyűjteményéből:
- '56 Gretsch Sparkle Jet
- '68 Fender Telecaster
- '72 Fender Telecaster
- '62 Fender Telecaster
- '62 Fender Stratocaster
- Fender Jaguar
- '62 Fender Jazzmaster
- '62 Fender P-Bass
- '63 Fender Jazz Bass
- '61 Gibson SG Jr.
- '62 Gibson SG/Les Paul
- '59 Gibson Les Paul
- '58 Gibson Les Paul Jr.
- '57 Gibson Les Paul Jr.
- '58 Gibson Les Paul
- '56 Gibson Les Paul
- '57 Gibson Les Paul
- '67 Gibson Humming Bird
- '56 Martin D-28
- '61 Gibson 335
- '64 Gibson SG Standard
- '52 Fender Telecaster
- '72 Telecaster Custom (3-Color Sunburst)
- 1966? (released in 2001) Fender Joe Strummer Telecaster

### Húrok
Dean Markley .011-.049 (régebben SIT húrjai voltak)

### Erősítő
Marshall TSL100 JCM2000, Marshall Plexi és Mesa/Boogie Dual Rectifier. A JCM2000 '98-ból való, egy prototípus, egyike az első példányoknak, plexi előlappal (tehát látszik az erősítő belseje), rajta – a Marshall felirat helyén – egy BIZZY matrica. A Plexit és a Dual Rectifiert stúdióban használja. Az erősítők Marshall 4X12 ládákon (1960BV és 1960BC) szólnak. A 2006-os stúdiózás során használt még – többek közt – Diezel Herbert, Hiwatt Custom Hiwatt 100, Orange OR80 vagy OR120 és Bogner Uberschall erősítőket is. Deryck a Diezel Herbert erősítőjét csak a lemezfelvételekhez használja, a koncerteken Tom játszik rajta.

### Effektek
Nincs. Derycknek csak három dologra van szüksége: gitárra, akkordokra és erősítőre. Semmi torzítópedál, amit hallasz az egyedül az erősítő torzítása. Ám ez nem teljesen igaz. Amint az az egyik 2006-os próbán készült képen is látszik, 3 pedálja is van, méghozzá egy Boss TU-2 hangoló, egy MXR Phase 90 phaser és egy Morley switch. Ezen kívül van MXR MicroAmp-ja és SmartGate-je is.

### Egyéb
Deryck az utóbbi időben megtanult zongorázni is. Van egy saját mini házistúdiója. A Rocksound magazin szerint Deryck a Telefunken és a Neumann mikrofonokat kedveli, kábelei pedig Spectraflex márkájúak.

## Érdekességek
- Deryck ugyanazon a napon született, mint a focicsillag Ronaldinho
- Kedvenc alkoholos itala a Jack Daniel's, amiről állítja, hogy jót tesz a hangjának!
- Ugyan a magánéletben rendkívül visszafogott, csendes és szerény, ha színpadra lép, azonnal átalakul egy őrült, energiától – és szemtelenségtől – duzzadó zajos frontemberré
- Állítása szerint csak gitárokra költi a pénzét, egy évben maximum háromszor megy el ruhákat vásárolni
- Elvis Costello mellett még Billie Joe Armstrongra tekint valódi példaképként
- 6 éves korában volt először koncerten, akkor édesanyja vitte el a Monkees egy torontói fellépésére
- 13 évesen veszítette el a szüzességét – ezt azzal indokolja, hogy ő akart az első lenni az évfolyamban..
- Enyhe brit akcentussal beszél, melynek oka, hogy családja Angliából származik
- Esküvőjén a Sum 41 dobosa, Steve Jocz volt a tanúja
- Amikor életében először ment turnéra a zenekarral, nem tudta, mit vigyen magával, így elpakolta szinte mindenét (Play Station, rengeteg ruha, könyvek ezrei, CD-k, stb…). A koncertsorozat harmadik állomására semmije sem maradt, mindenét ellopták..
- Rövid ideig Paris Hiltonnal randizott
- Rajong Michael Jordanért, s magáért a kosárlabdáért
- Deryck a gitár mellett basszusgitáron, dobon, mandolinon, zongorán és szájharmonikán is tud játszani
- Kedvenc videójátéka az Amped
- Mielőtt Avril belépett volna az életébe, komoly drogproblémákkal küszködött.Szerencsére a lány kirángatta őt a pokolból, s azóta talán Deryck a legboldogabb ember a világon
- Ezekben a sötét korszakaiban depresszióban is szenvedett (erről szólnak például a Slipping Away, az Angels With Dirty Faces, vagy a There's no Solution című dalok, gyakorlatilag az egész Chuck-lemez)
- Deryck vonzónak tartja Beyoncé-t
- Jelenleg Los Angeles-ben él, a híres Bel-Air luxusnegyedben, egy 15 millió dolláros villában feleségével, ám állításuk szerint a gyereknevelést otthonukban, Kanadában tervezik
- Álmai autója egy Chevy Impala
- Nagyon szereti a LOST című sorozatot
- Kedvenc mozifilmjei a Taxisofőr, a Dühöngő Bika, a Kánikulai Délután, és a Magnolia
- Korábban hatalmas gördeszkás volt, de manapság időhiány miatt hanyagolja hobbiját
- Eredeti hajszíne a szőke!!!
- Kiskorában édesanyjának rappelt előszeretettel, 1 kanadai dollár fejében

## Becenevei
- D
- Der
- Biz
- Bizzy D
- Dwarf
- Elf
- (Lawn) Gnome